# Тимченко Жанна Павлівна
Жанна Павлівна Тимченко (20 жовтня 1936, Семенівка — 31 серпня 1986, «Адмірал Нахімов») — українська науковиця-історик, дослідниця історії України періоду 1917–1920 років. Кандидат історичних наук (1965).

## Біографія
Народилася 20 жовтня 1936 року в селі Семенівці (нині селище міського типу Полтавської області). У 1958 році закінчила історико-філософський факультет Київського державного університетету.

Могила Жанни Тимченко, Байкове кладовище

У 1958–1961 роках — старший лаборант відділу історії радянського суспільства, у 1961–1969 роках — молодший науковий співробітник, у 1969–1986 роках — старший науковий співробітник відділу історії Великої Жовтневої соціалістичної революції та громадянської війни Інституту історії АН УРСР.
В 1965 році, під керівництвом члена-кореспондента АН УРСР М. І. Супруненка, захистила кандидатську дисертацію на тему: «Участь трудящих жінок у боротьбі за встановлення і зміцнення радянської влади на Україні (1917—1920 рр.)».
Загинула разом з родиною 31 серпня 1986 року під час катастрофи пароплава «Адмірал Нахімов». Похована на Байковому кладовищі (ділянка № 49, 50°25′0.54″ пн. ш. 30°30′2.56″ сх. д. / 50.4168167° пн. ш. 30.5007111° сх. д.).

## Праці
Авторка понад 40 праць. Серед них:
- Ради України в 1917 р. — Київ, 1974 (у співавторстві);
- Трудящі жінки в боротьбі за владу Рад на Україні (1917—1920 рр.). — Київ, 1966.